# 那拉提瓦
那拉提瓦也称陶公，位于泰国南部，是那拉提瓦府的首府。
2008年，人口有40,521人。